# Anoectangium stracheyanum
Anoectangium stracheyanum är en bladmossart som beskrevs av Mitten 1859. Anoectangium stracheyanum ingår i släktet Anoectangium och familjen Pottiaceae. Inga underarter finns listade i Catalogue of Life.